# Василий Михайлович (сын Михаила Александровича)
Василий Михайлович (III) (1364—1426) — князь кашинский и кснятинский с 1389.
Сын тверского князя Михаила Александровича и княгини Евдокии. Жена — Анастасия Владимировна (ум. 1396), дочь князя Владимира Ольгердовича Киевского. Сын — Дмитрий.
Перед смертью отца в 1399 году получил от него вместе с племянником Иваном Борисовичем Кашин и Коснятин. После этого почти четверть века боролся со своим братом Иваном Михайловичем из-за Кашина. Помирившись с ним в очередной раз в 1425 году, получил от Василия II Кашин.
На следующий год был взят под стражу по приказанию Бориса Александровича Тверского, после чего сведения о нем исчезают.
Был последним самостоятельным Кашинским князем.